# Dirk Liebe
Dirk Liebe (* 1972 in Berlin) ist ein deutscher Verwaltungsbeamter und Politiker der SPD. Er war von 2021 bis 2023 Mitglied des Abgeordnetenhauses von Berlin.

## Leben
Dirk Liebe wuchs in Berlin-Weißensee auf und besuchte von 1979 bis 1989 die Schule. Ab 1992 war er als Verwaltungsbeamter beim Land Berlin tätig. Bis 2021 war er Verwaltungsleiter einer Schule in Berlin-Prenzlauer Berg. Liebe lebt seit 1983 in Berlin-Alt-Hohenschönhausen.

## Politik
Liebe trat 1990 als Tischlerlehrling in die SPD ein. Er ist stellvertretender Kreisvorsitzender der SPD Lichtenberg.
Von 2006 bis 2016 war er Mitglied der Bezirksverordnetenversammlung des Bezirks Lichtenberg.
Bei der Wahl zum Abgeordnetenhaus von Berlin 2021 kandidierte er im Wahlkreis Lichtenberg 2. Er zog über Platz 3 der Bezirksliste Lichtenberg seiner Partei ins Abgeordnetenhaus ein und war dort sportpolitischer Sprecher seiner Fraktion, Sprecher für die Aufarbeitung der SED-Diktatur und Mitglied im Hauptausschuss. Nach der Wiederholungswahl 2023 schied er wieder aus dem Parlament aus.